# Vyšné Remety
Vyšné Remety (Hongaars: Jeszenőremete) is een Slowaakse gemeente in de regio Košice, en maakt deel uit van het district Sobrance.
Vyšné Remety telt 419 inwoners.